# Mario Pérez (labdarúgó, 1946)
Mario Pérez Guadarrama (Mexikóváros, 1946. december 30. –) mexikói labdarúgó, edző.
1. ↑  Olympedia (angol nyelven), 2006